# Гедеровці
Гедеровці (словен. Gederovci) — поселення в общині Тишина, Помурський регіон, Словенія. Висота над рівнем моря: 200,8 м.